# Bösingen FR
| FR ist das Kürzel für den Kanton Freiburg in der Schweiz. Es wird verwendet, um Verwechslungen mit anderen Einträgen des Namens Bösingen zu vermeiden. |

Bösingen (französisch veraltet Basens und Bésingue; Freiburger Patois Bésinⓘ) ist eine politische Gemeinde im Sensebezirk des Kantons Freiburg in der Schweiz. Von 1953 bis 1962 hiess die Gemeinde offiziell Grossbösingen.

## Geographie
Bösingen liegt auf 550 m ü. M. am nördlichen Rand des Sensebezirks, 11 km nordöstlich der Kantonshauptstadt Freiburg (Luftlinie). Das Dorf erstreckt sich auf einem Geländevorsprung rund 60 m über dem Talboden der Saane, nahe der Einmündung der Sense bei Laupen, im nordöstlichen Freiburger Mittelland.
Die Fläche des 14,3 km² grossen Gemeindegebiets umfasst einen Abschnitt des östlich des Saanetals liegenden Molassehügellandes, das vom eiszeitlichen Rhonegletscher überformt wurde. Die Gemeindegrenze von Bösingen wird im Nordwesten von der Saane und im Norden von der Sense gebildet. Das Gebiet reicht aber nicht bis an den Zusammenfluss. Beide Flussläufe sind in diesem Abschnitt kanalisiert und begradigt.
Südlich an den 0,5 bis 1 km breiten Talboden schliesst sich ein an den meisten Orten relativ sanft geneigter Hang an, der in das Hochplateau von Bösingen übergeht. Diese Hochfläche steigt gegen Süden über die Anhöhen von Riederbergholz (606 m ü. M.), Oberes Mülibergholz (562 m ü. M.) und Litzistorfhubel (604 m ü. M.) terrassenartig weiter an und erreicht auf dem Dorni mit 656 m ü. M. die höchste Erhebung von Bösingen. In das Molasseplateau eingeschnitten sind die Tälchen des Richterwilbachs und des Noflenbachs. Ganz im Süden erstreckt sich der Gemeindeboden bis zur Talmulde westlich des Bahnhofs Schmitten. Von der Gemeindefläche entfielen 1997 9 % auf Siedlungen, 15 % auf Wald und Gehölze, 75 % auf Landwirtschaft, und etwas weniger als 1 % war unproduktives Land.
Zu Bösingen gehören neben dem Hauptdorf eine ganze Reihe von Weilern, Hofsiedlungen und Einzelhöfen. Die bedeutenden davon sind (von Norden nach Süden):

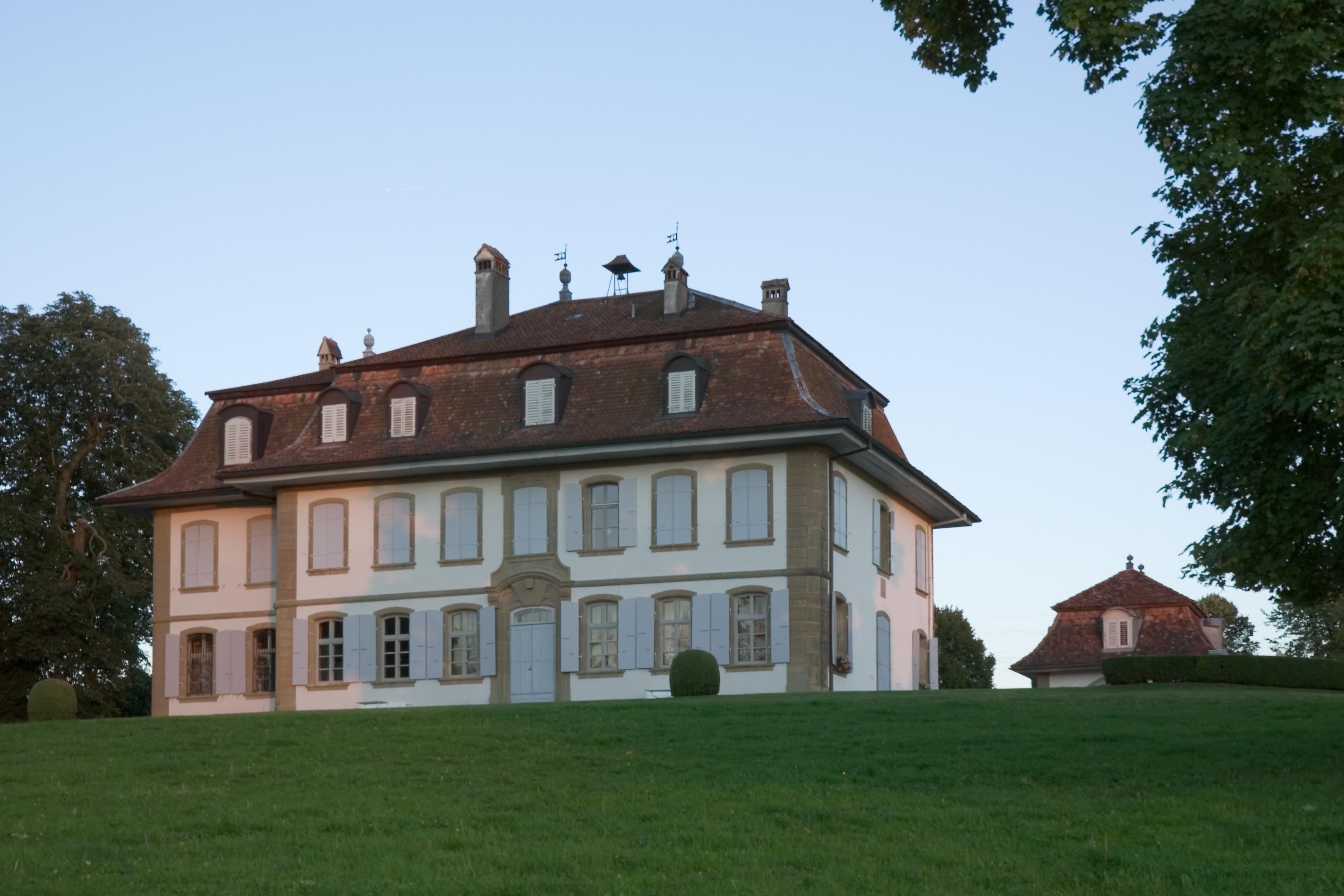
Das Herrenhaus de Lenzbourg in Vogelshus (2007)

- Thürlefeld, 500 m ü. M., ein Wohnquartier im Sensetal am Südrand von Laupen
- Tuftera, 505 m ü. M., ein ehemaliger Weiler am Südrand des Sensetals
- Unterbösingen, 507 m ü. M., leicht erhöht am südlichen Talrand der Saane
- Noflen, 512 m ü. M., am südlichen Talrand der Sense und am Noflenbach
- Grenchen, 581 m ü. M., auf dem Hochplateau südlich des Sensetals
- Fendringen, 583 m ü. M., auf dem Hochplateau am Rand der Niederung des Mooses
- Uttewil, 629 m ü. M., auf dem Hochplateau nördlich des Dorni
- Riederberg, 531 m ü. M., am Richterwilbach zwischen den Höhen des Oberen Mülibergholzes und des Riederbergholzes
- Vogelshus, 549 m ü. M., auf dem Hochplateau südlich des Saanetals
- Litzistorf, 571 m ü. M., westlich des Tals des Richterwilbaches
- Richterwil, 586 m ü. M., im Tal des Richterwilbaches
- Friseneit, 595 m ü. M., in der Talmulde des Richterwilbaches südlich des Dorni

Nachbargemeinden von Bösingen sind Wünnewil-Flamatt, Schmitten, Düdingen und Kleinbösingen auf Freiburger Boden und die zum Berner Gebiet gehörenden Gemeinden Kriechenwil und Neuenegg sowie das Städtchen Laupen.
Gemäss der Volkszählung aus dem Jahr 2000 gehört die Gemeinde Bösingen zur Agglomeration Bern.

## Bevölkerung
Mit 3341 Einwohnern (Stand 31. Dezember 2023) gehört Bösingen zu den mittelgrossen Gemeinden des Kantons Freiburg. Von den Bewohnern sind 92,6 % deutschsprachig, 1,7 % italienischsprachig, und 1,4 % sprechen Französisch (Stand 2000). Die Bevölkerungszahl von Bösingen belief sich 1850 auf 1124 Einwohner, 1900 auf 1438 Einwohner. Im Verlauf des 20. Jahrhunderts stieg die Bevölkerungszahl kontinuierlich bis 1960 (2091 Einwohner) weiter an, bevor im nachfolgenden Jahrzehnt eine Abnahme auf 1729 Personen (ohne den 1977 an Wünnewil-Flamatt abgetretenen östlichen Gemeindeteil Oberbösingen; mit Oberbösingen im Jahr 1970 2317 Einwohner) registriert wurde. Seit 1980 (1808 Einwohner) wurde eine deutliche Bevölkerungszunahme verzeichnet.
Einwohnerzahlen: Volkszählungsdaten
Anmerkung: Zu einer bedeutenden Gebietsänderung kam es 1977, als Bösingen den gesamten östlichen Teil seines Gemeindegebietes mit einer Fläche von 4,65 km² und den Weilern Staffels, Amtmerswil, Bagewil, Balsingen und Blumisberg (damals zusammen rund 600 Einwohner) an Wünnewil-Flamatt abtrat.

## Wirtschaft
Bösingen war bis in die zweite Hälfte des 20. Jahrhunderts eine vorwiegend durch die Landwirtschaft geprägte Gemeinde. Bei Lischera wurde im 18. und 19. Jahrhundert eine Ziegelei betrieben. Noch heute haben die Milchwirtschaft, die Viehzucht sowie der Ackerbau und der Obstbau vor allem im südlichen Gemeindeteil einen wichtigen Stellenwert in der Erwerbsstruktur der Bevölkerung.
Zahlreiche weitere Arbeitsplätze sind im lokalen Kleingewerbe und im Dienstleistungssektor vorhanden. Bösingen ist wirtschaftlich eng mit dem Nachbarort Laupen verbunden. Seit den 1970er-Jahren entstand in der Talaue der Saane ein grösseres Gewerbe- und Industriegebiet. Heute sind in Bösingen verschiedene Betriebe des Baugewerbes sowie Unternehmen der Metallverarbeitung, der Feinmechanik, der Informationstechnologie und des Storenbaus ansässig.
Bis 1970 war Bösingen eine aus zahlreichen Weilern bestehende Streusiedlungsgemeinde. Erst seither entwickelte sich das eigentliche Dorf Bösingen durch die Errichtung eines ausgedehnten Wohnquartiers zum Siedlungszentrum. Auch bei Tuftera und im Thürlefeld an der Grenze nach Laupen entstanden neue Wohnsiedlungen. Viele Erwerbstätige sind Wegpendler, die hauptsächlich in den Regionen Bern und Freiburg arbeiten.

## Verkehr
Die Gemeinde ist verkehrstechnisch recht gut erschlossen. Sie liegt an der Verbindungsstrasse von Düdingen nach Laupen. Der nächste Anschluss an die Autobahn A12 (Bern-Vevey), welche das südliche Gemeindegebiet durchquert, befindet sich rund 5 km vom Ortskern entfernt. Durch den Postautokurs, der die Strecke von Düdingen nach Laupen bedient, ist Bösingen an das Netz des öffentlichen Verkehrs angebunden. Durch den äussersten Süden des Gebietes verläuft die SBB-Linie Bern-Lausanne.

## Geschichte
Das Gemeindegebiet von Bösingen war schon sehr früh besiedelt, was durch die Funde von Gräbern aus der Hallstattzeit nachgewiesen werden konnte. Während der Römerzeit bestand an der Stelle der heutigen Dorfkirche ein bedeutender Gutshof, der vermutlich vom 1. bis zum 4. Jahrhundert nach Christus bewohnt war. Säulenfragmente sowie bemalte Deckenteile stellen neben zahlreichen kleineren Gegenständen die wichtigsten Fundstücke aus dieser Zeit dar. Auch aus der Burgunderzeit stammen Grabfunde.
Eventuell war die Anhöhe von Bösingen seit der Römerzeit fast durchgehend besiedelt. Um 935 stifteten Königin Bertha und König Rudolf II. von Burgund die Sankt Syruskirche, die später ein wichtiger Wallfahrtsort wurde, jedoch 1890 abgerissen und durch eine Käserei ersetzt wurde.
Die erste urkundliche Erwähnung des Ortes erfolgte 1228 unter dem französischen Namen Basens. Später erschienen die Bezeichnungen Balsingue lo grant (1264) und noch im gleichen Jahr die deutsche Version Besingen, die sich im Lauf der Zeit allmählich zu Bösingen wandelte.
Im Mittelalter gehörte Bösingen als Lehen den Grafen von Thierstein. Ein Teil des Gemeindegebietes war im Besitz der Herren von Fendringen und kam im 13. Jahrhundert an das Kloster Magerau und an das Bürgerspital in Freiburg. Spätestens 1442 gelangte das Dorf durch Kauf unter die Herrschaft von Freiburg und wurde der Alten Landschaft (Aupanner) zugeordnet.
1476 Murtenschlacht: Bösingen stellte eine "Reisgesellschaft (Compagnie)" von 23 ausgerüsteten Männern.
Nach dem Zusammenbruch des Ancien Régime (1798) gehörte Bösingen während der Helvetik und der darauf folgenden Zeit zum Distrikt Freiburg und ab 1831 zum Deutschen Bezirk Freiburg, bevor es 1848 mit der neuen Kantonsverfassung in den neu geschaffenen Sensebezirk eingegliedert wurde.
Zu einer bedeutenden Gebietsänderung kam es 1977, als Bösingen den gesamten östlichen Teil seines Gemeindegebietes mit einer Fläche von 4,65 km² und den Weilern Staffels, Amtmerswil, Bagewil, Balsingen und Blumisberg (damals zusammen rund 600 Einwohner) an Wünnewil-Flamatt abtrat.

## Wappen

### Beschreibung
Die obere Hälfte des Wappens zeigt einen schwarzen Pferdekopf auf Gold. Auf der unteren Hälfte sind auf Rot eine goldene Egge und zwei Jakobsmuscheln dargestellt. Das Wappen ist seit dem 19. Jahrhundert bekannt, doch wurden die Egge und die beiden Jakobsmuscheln erst später beigefügt. Die Figuren fanden sich einst auf dem Banner der Militärkompanie Bösingen im 15. Jahrhundert.

### Die Bedeutung der Jakobsmuscheln
Die Reise nach Santiago de Compostela auf den Pilgerstrassen oder Jakobswegen war beschwerlich und dauerte mehrere Monate. Gewisse Orte an den Pilgerwegen versorgten die Pilger und gaben ihnen Unterkunft. Zu diesen Orten gehörte auch Bösingen. Von der Wallfahrt brachten die Pilger oft Jakobsmuscheln zurück, denn Santiago ist nur 20 Kilometer vom Meer entfernt.

## Sehenswürdigkeiten

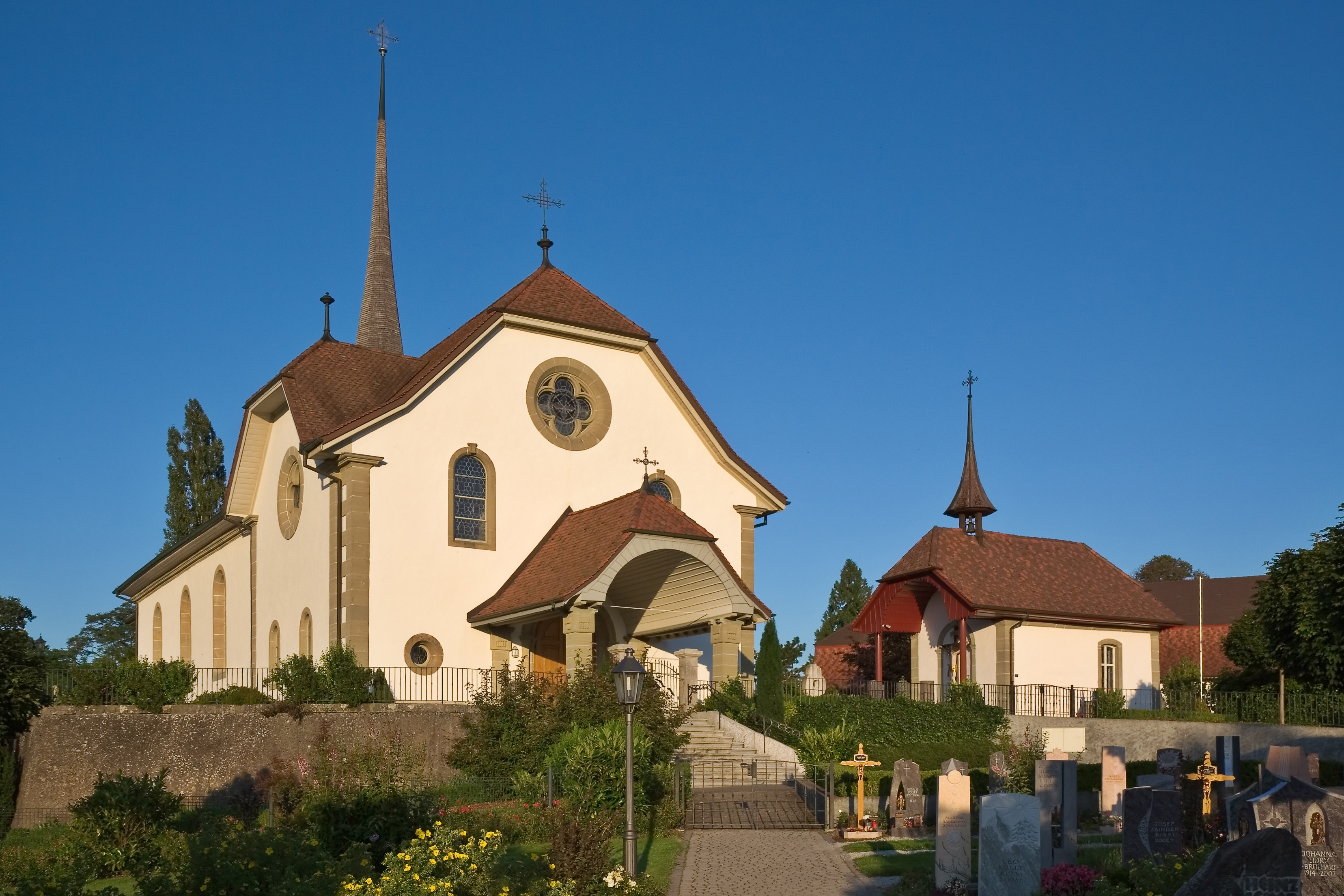
Pfarrkirche St. Jakobus der Ältere (2007)

Die Pfarrkirche Sankt Jakob wurde von 1788 bis 1795 im Stil des Spätbarock an der Stelle eines Vorgängerbaus aus dem 13. Jahrhundert neu erbaut. Die einschiffige Kirche besitzt einen Rechteckchor, der Unterbau des Glockenturms mit Tuffsteinquadern stammt noch aus dem Mittelalter. Die Friedhofskapelle Heiliges Kreuz wurde 1836 errichtet und beherbergt heute die ehemalige Innenausstattung der 1890 abgerissenen Wallfahrtskirche Sankt Syrus.
Der alte Ortskern von Bösingen gehört zu den Dorfbildern von nationaler Bedeutung. Hier befinden sich charakteristische Bauernhäuser aus dem 17. bis 19. Jahrhundert sowie bemerkenswerte Speicherbauten aus der Zeit um 1700. Auch die Weiler im südlichen Gemeindegebiet zeichnen sich durch stattliche Bauernhäuser des Freiburger Landstils aus. In Richterwil steht eine Kapelle.

## Persönlichkeiten
- Heinrich Schnyder (1897–1974), Agrarwissenschaftler und Politiker
- Oliver Schaller (* 1994), Badmintonspieler